# Collapse: The Rage
Collapse: The Rage (укр. Колапс: Лють) — доповнення до відеогри Collapse (2008), розробленої українською компанією «Creoteam». Видане 13 травня 2010 року.
Події відбуваються невдовзі після фіналу Collapse. Головний герой, Родан, непоясненним чином вцілів і отримує нові здібності. Він бачить появу нових чудовиськ і повинен зупинити їх та дізнатися причину цих непередбачених подій.

## Оновлення
Collapse: The Rage надає продовження сюжету Collapse та розширену систему бою, покращену графіку і нові рівні. У грі з'явилося нове уміння протагоніста під назвою «Лють», за якого Родан накопичує заряд «люті» та потім завдяки йому вбиває ворогів одним ударом меча, а зображення набуває червоного кольору. Цей режим активовується лише тоді, коли Родан користується мечем. Також додалася можливість розчленовувати ворогів.
Гравець отримав змогу розвивати персонажа. Збільшення параметрів Родана можна «купувати» за набрані за вбивство монстрів очки. Очки начисляються лише тоді, коли Родан користується мечем. Інтерфейс дещо змінився: піктограми зброї тут розміщені горизонтально, а набір «енергетичних прийомів» показується в правому верхньому куті.
Крім того було режим «Арена», в якому потрібно битися проти сильніших ворожих загонів, режим «Випробування», в якому можна покращити бойові навички персонажа, і ускладнений режим «Хардкор», що пропонує той же сюжет, але з меншою кількістю точок збереження та іншим розташуванням ворогів.
Як і в оригінальній Collapse, по ходу гри можна знайти записки невідомого хлопчика, який був свідком першого приходу монстрів у Київ.

## Сюжет
Події гри розгортаються на території Києва у 2096 році, через кілька годин після закінчення подій оригінальної Collapse. Після знищення Роданом аномалії «Діра» він загинув, територія Києва була очищена від монстрів, після чого військові зовнішнього світу тимчасово зняли карантин. В місто були введені війська для повної очистки території від вороже налаштованих кланів. Однак «Діра» не була повністю знищена — вона розсипалась на безліч маленьких аномалій, названих «осколками», через які почали з'являтися нові монстри. З одного з таких «осколків» з'являється і Родан в оновленому тілі.
Він негайно зв'язується з професором Горіним і з'ясовує ситуацію в місті: війська зазнають поразки в бою з монстрами, через що прийнято рішення про припинення військових дій і відновлення карантину. Родан виявляє в собі нове уміння — «Лють»: вбиваючи монстрів, герой сповнюється силою, при якому цьому вбиває ворогів одним ударом меча. Тим часом Родан вже став відомим не лише на території «Звалища», але й за його межами. Горін обіцяє Родану зв'язатися з військовими для того, щоб евакуювати його з Києва і таким чином покращити співпрацю. Також Горін розповідає Родану про дивного монстра, якого назвали «Привидом». Військові бачили, як монстр з'являвся в різних частинах міста і це був єдиний монстр, на якого нападали інші монстри. З'ясувавши місце зустрічі з військовими, Родан добирається до заданої точки на краю міста, однак зустрічає автоматні черги солдатів зовнішього світу. Розгніваний через зраду, Родан вбиває всіх військових і перериває усі контакти з Горіним. На силу, Горін вмовляє Родана повірити, що не знає, чому військові відкрили вогонь і домовляється з Роданом про зустріч в лабораторіях під Києвом, вхід до яких знаходиться під одним зі стадіонів. Добравшись до стадіону, Родан зустрічає там «Привида» — величезного монстра, здатного до телепортації. Родан вбиває його і спускається в лабораторії. Однак, побачивши Родана, Горін лише злякано дивиться на героя. Глянувши на своє віддзеркалення, Родан бачить, що сам став чудовиськом, схожим на «Привида».

## Відсилки до інших відеоігор
- На станції метро «Золоті ворота» на одному з вагонів стоїть цифра «2033». Це відсилка до роману Дмитра Глуховського «Метро 2033» та відеогри за мотивами.
- На одному з рівнів можна знайти табличку з надписом Xenus. Це назва серії відеоігор від компанії «Deep Shadows»
- В місті можна знайти порваний постер до відеогри «Навколо світу за 80 днів» (80 Days), розробленої компанією «Frogwares»
- В місті можна знайти надпис «RADIATION», який є відсилкою до серії ігор «S.T.A.L.K.E.R.» — надпис зроблений в тому ж стилі, що й назва гри на офіційних постерах.
- В грі можна знайти надпис на дверях «66SECTOR». Це відсилка до гри Vivisector: Beast Inside від компанії «Action Forms». 6 — це римське «VI».
- На заводі, де потрібно відстрілюватися від військових, в кабіні оператора крану можна знайти тіло військового. Кров на стіні розміщена так, що нагадує логотип гри Half-Life.
- В місті можна знайти дорожній знак, де зображено ліжко, людину на ньому, сніжинки і цифри 51208. Це своєрідна відсилка до гри Анабіоз: Сон розуму. 51208 — це 5 грудня 2008 року — дата виходу гри.

## Оцінки й відгуки
Доповнення отримало переважно негативні відгуки, на відміну від оригінальної гри, що була прийнята загалом позитивно, попри зауваження щодо деяких аспектів боїв та сюжету.
Сайт Stopgame дав Collapse: The Rage оцінку 2 з 4 («прохідняк»), розкритикувавши нав'язування то рукопашних, то стрілецьких боїв, відсутність набору досвіду за знищення ворогів вогнепальною зброєю, малу тривалість. Похвали удостоїлися система розвитку персонажа, видовищність та самобутній ігровий світ. 3DNews похвалили розширену систему бою, додаткові режими, музику. Але у вердикті говорилося, що якщо Collapse була досить оригінальною на свій час, то випущене через два роки доповнення вже застаріло на фоні інших представників жанру. Також зауважувалися одноманітний дизайн локацій та мала тривалість.